# 가변 궤간
가변 궤간(可變 軌間)은 궤간 변경에 대처하기 위해 개발된 차축이다. 스페인이나 일본 등지에서 이용한다.

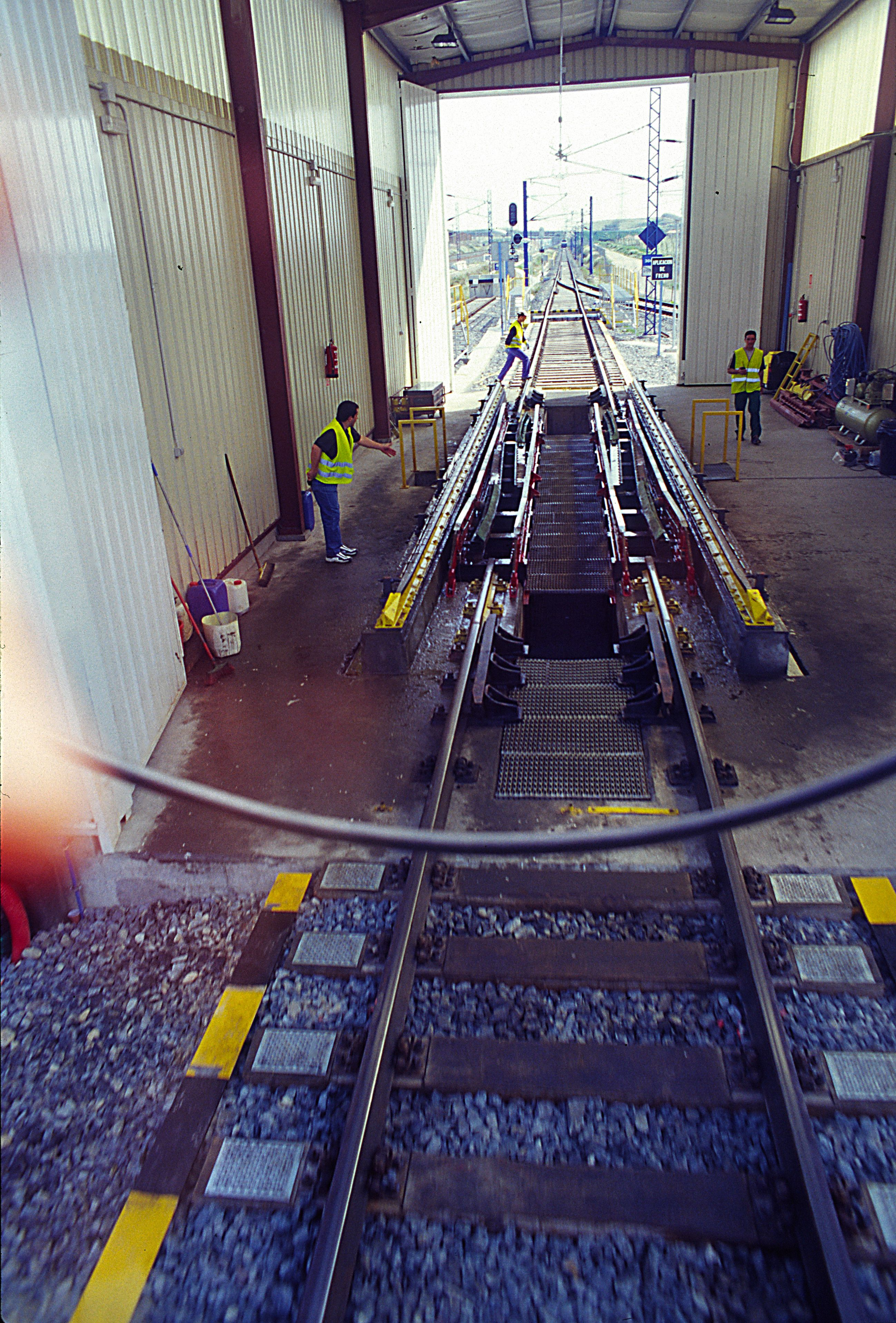
스페인 예이다의 자동 궤간 변경 체계

## 가변 궤간 차량

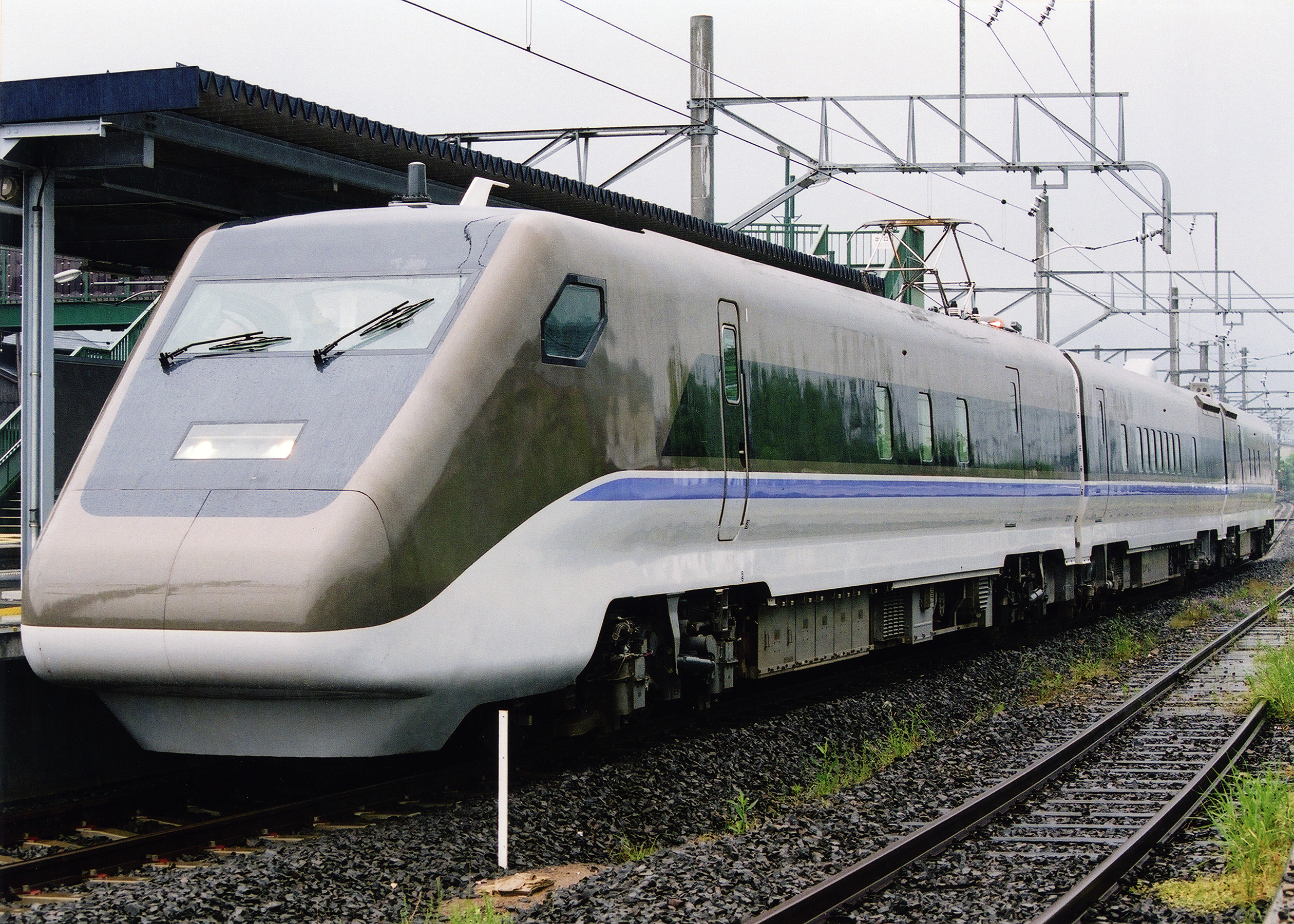
일본의 첫 가변 궤간 차량 GCT-01

가변 궤간 차량이란 가변 궤간이 가능한 철도 차량을 지칭한다. 일본에서는 이러한 차량이 개발되기도 하였다. 대한민국의 한국철도기술연구원은 2014년 3월 가변 궤간이 가능한 대차인 궤간가변대차를 개발하여 공개하였다.

## 같이 보기
- 대차 교환
- 궤간가변열차
- 상호운용성